# 天野良英
天野 良英（あまの よしふさ、1910年〈明治43年〉2月12日 - 2001年〈平成13年〉3月3日）は、日本の陸軍軍人、陸上自衛官。最終階級は陸軍中佐、陸上幕僚長たる陸将。
陸士43期、陸大52期。第6代陸上幕僚長、第3代統合幕僚会議議長。息子は第26代西部方面総監の天野良晴。

## 経歴
宮城県登米郡宝江村大字田沼新井田（現・登米市中田町宝江新井田）出身。旧制宮城県立佐沼中学校から1927年（昭和2年）4月に陸軍予科士官学校に入校。1931年（昭和6年）7月、陸軍士官学校卒業（第43期）。同期には次の陸幕長の吉江誠一をはじめ広瀬栄一、藤原岩市など。1931年（昭和6年）11月、歩兵第17連隊で満州事変に従軍。1932年（昭和7年）7月、小隊長として遼西匪賊討伐中に負傷し、内地に帰還した。1933年（昭和8年）1月、聯隊旗手として再び満州に渡り熱河作戦に参加した。1937年（昭和12年）11月、陸軍大学校（第52期）に入校し、恩賜組で卒業。1940年（昭和15年）、第22軍参謀として仏印進駐作戦を指導、1944年（昭和19年）3月、第27軍参謀として千島列島択捉島に赴任。その後、東部軍参謀を経て、参謀本部参謀で終戦を迎える。
戦後は公職追放を経て、1952年（昭和27年）7月に警察予備隊に入隊。第2師団長、陸上幕僚副長を経て、1965年（昭和40年）1月に第6代陸上幕僚長に就任。陸幕長時代に婦人自衛官の部隊を新設するため、WACの幹部を米国研修に行かせている。
陸幕長を1年努め、同期の吉江誠一に譲り統幕議長になったが、これも陸士同期である航空幕僚長の牟田弘國に譲り1年余で退官した。
旧軍時代から誰からも愛される人物で、陸自時代も同期からの支援も高かく、また後輩の面倒をよく見たという。大森前陸幕長が不評であったため、それに対比されて人気は高かったという。

## 年譜
- 1931年（昭和06年）
  - 7月：陸軍士官学校卒業（第43期）
  - 10月：陸軍少尉に任官、第8師団歩兵第17連隊付
- 1934年（昭和09年）3月：陸軍中尉
- 1937年（昭和12年）
  - 8月：陸軍大尉
  - 11月：陸軍大学校入学（第52期）
- 1939年（昭和14年）
  - 11月：陸軍大学校卒業、恩賜組
  - 12月：第21軍参謀部付
- 1940年（昭和15年）
  - 6月：第22軍参謀
  - 12月：教育総監部課員
- 1941年（昭和16年）8月：陸軍少佐
- 1944年（昭和19年）
  - 3月：第27軍参謀
  - 8月：陸軍中佐
  - 9月： 東部軍参謀
- 1945年（昭和20年）
  - 2月：参謀本部総務課
  - 7月：教育総監部第1課
  - 9月：陸軍省軍務局
  - 12月：復員
- 1947年（昭和22年）11月28日：公職追放仮指定[5]
- 1952年（昭和27年）
  - 7月14日：警察予備隊入隊（1等警察正）
  - 10月15日：保安隊に改編（1等保安正）
- 1953年（昭和28年）8月23日：第一幕僚監部第三部勤務
- 1954年（昭和29年）
  - 1月20日：第一幕僚監部第四部副部長[6]
  - 7月1日：陸上自衛隊発足（1等陸佐）
- 1955年（昭和30年）11月16日：北部方面総監部幕僚長[7]
- 1957年（昭和32年）8月16日：陸将補に昇任[8]
- 1958年（昭和33年）5月2日：陸上幕僚監部幕僚幹事[9]
- 1959年（昭和34年）8月1日：陸上幕僚監部第2部長[10]
- 1960年（昭和35年）8月1日：陸上幕僚監部第3部長[11]
- 1962年（昭和37年）
  - 7月1日：陸将に昇任[12]
  - 8月1日：第2師団長[13]
- 1964年（昭和39年）3月16日：陸上幕僚副長[14]
- 1965年（昭和40年）1月16日：第6代 陸上幕僚長[15]
- 1966年（昭和41年）4月30日：第3代 統合幕僚会議議長[16]
- 1967年（昭和42年）11月15日：退官[17]
- 1984年（昭和59年）11月3日：勲二等瑞宝章受章[18]
- 2001年（平成13年）3月3日：肺癌のため、東芝林間病院で逝去[2]（享年91）

## 栄典
- 勲二等瑞宝章 - 1984年（昭和59年）11月3日

## 参考資料
- 秦郁彦編『日本陸海軍総合事典』第2版、東京大学出版会、2005年。
- 『官報』1952年09月26日 本紙 7717 叙任及辞令
- 『官報』1953年05月27日 本紙 7915 叙任及辞令